# 貝赫泰爾希納
49°49′12″N 33°36′3″E / 49.82000°N 33.60083°E
貝赫泰爾希納（羅馬化：Bekhtershchyna）是位於烏克蘭中部的村莊，由波爾塔瓦州米爾霍羅德區的大巴哈奇卡市鎮負責管轄。該村距離什羅卡多利納和克羅蒂夫希納1公里，面積1.09平方公里，2001年人口297。